# 大室244号墳
大室244号墳（おおむろにひゃくよんじゅうよんごうふん、将軍塚古墳）は、長野県長野市松代町大室にある古墳。形状は円墳。大室古墳群（うち大室谷支群 村東単位支群）を構成する古墳の1つ。国の史跡に指定されている（史跡「大室古墳群」のうち）。

## 概要
長野県北部、千曲川東岸の大室谷の入り口部緩斜面上（標高約360メートル）に築造された古墳である。約500基におよぶ大室古墳群のなかでも最大級の規模を有する。1984年度（昭和59年度）に明治大学による発掘調査が、1998年度（平成10年度）以降に史跡整備に伴う発掘調査が実施されている。
墳形は円形で、直径21メートル・高さ8メートルを測る。墳丘は2段築成で、土石混合墳丘である。墳丘外表は、一般的には見られない特異な石垣状石積みで覆われる。また墳丘周囲には大室古墳群では唯一となる周溝が巡らされ、周溝を含めた古墳全体としては直径30メートルにおよぶ。埋葬施設は両袖式の横穴式石室で、南西方向に開口する。石室全長11.7メートルを測る古墳群中最大規模の大型石室であり、良好な状態で遺存する。石室羨道部の発掘調査では、副葬品として金銅製鈴・須恵器・土師器が検出されている。
築造時期は、古墳時代後期-終末期の6世紀末-7世紀初頭頃と推定される。大室古墳群の中では大型墳丘・周溝・大型石室・石垣状石積みに特異性を示す、盟主的な古墳として重要視される古墳になる。
古墳域は1997年（平成9年）に国の史跡に指定された（史跡「大室古墳群」のうち）。現在では史跡整備のうえで、墳丘外観が復元された状態で公開されている。

## 遺跡歴
- 1984年度（昭和59年度）、石室羨道部の発掘調査（明治大学）。
- 1997年（平成9年）7月28日、国の史跡に指定（史跡「大室古墳群」のうち）。
- 1998-1999年度（平成10-11年度）、史跡整備に伴う墳丘測量・試掘調査（長野市教育委員会、2008年に報告）。
- 2001-2003年度（平成13-15年度）、史跡整備に伴う発掘調査（長野市教育委員会、2008年に報告）。

## 埋葬施設

石室俯瞰図

石室展開図

埋葬施設としては両袖式横穴式石室が構築されており、南西方向に開口する。石室の規模は次の通り。
- 石室全長：11.7メートル
- 玄室：長さ6.5メートル、幅2.3メートル（奥壁）、高さ2.5メートル

羨道の発掘調査では、金銅製鈴・須恵器・土師器が検出されている。金銅製鈴は外径5.1センチメートルを測る大型品であり、土器類には底部穿孔壺や脚付長頸壺が含まれる。

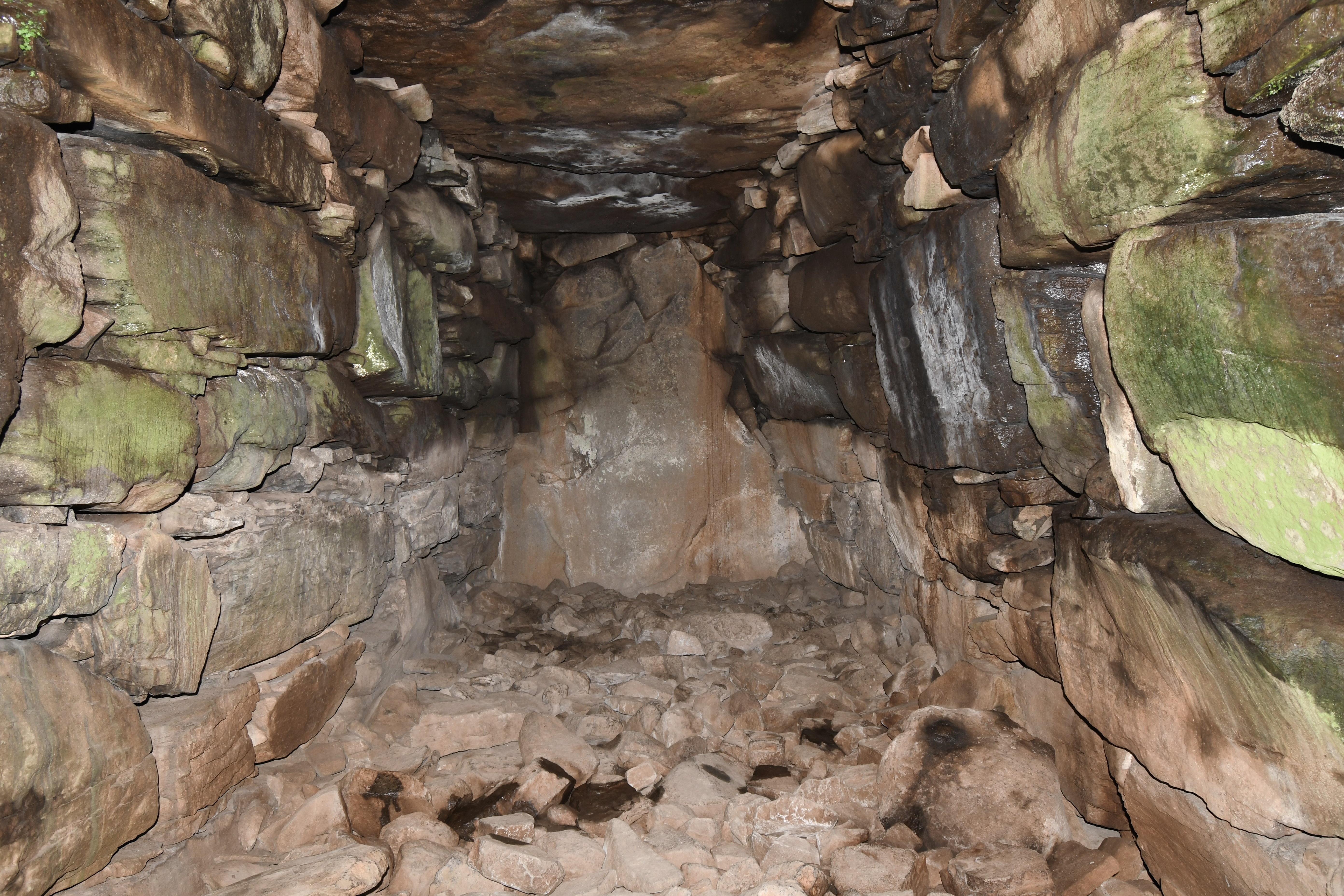
玄室（奥壁方向）
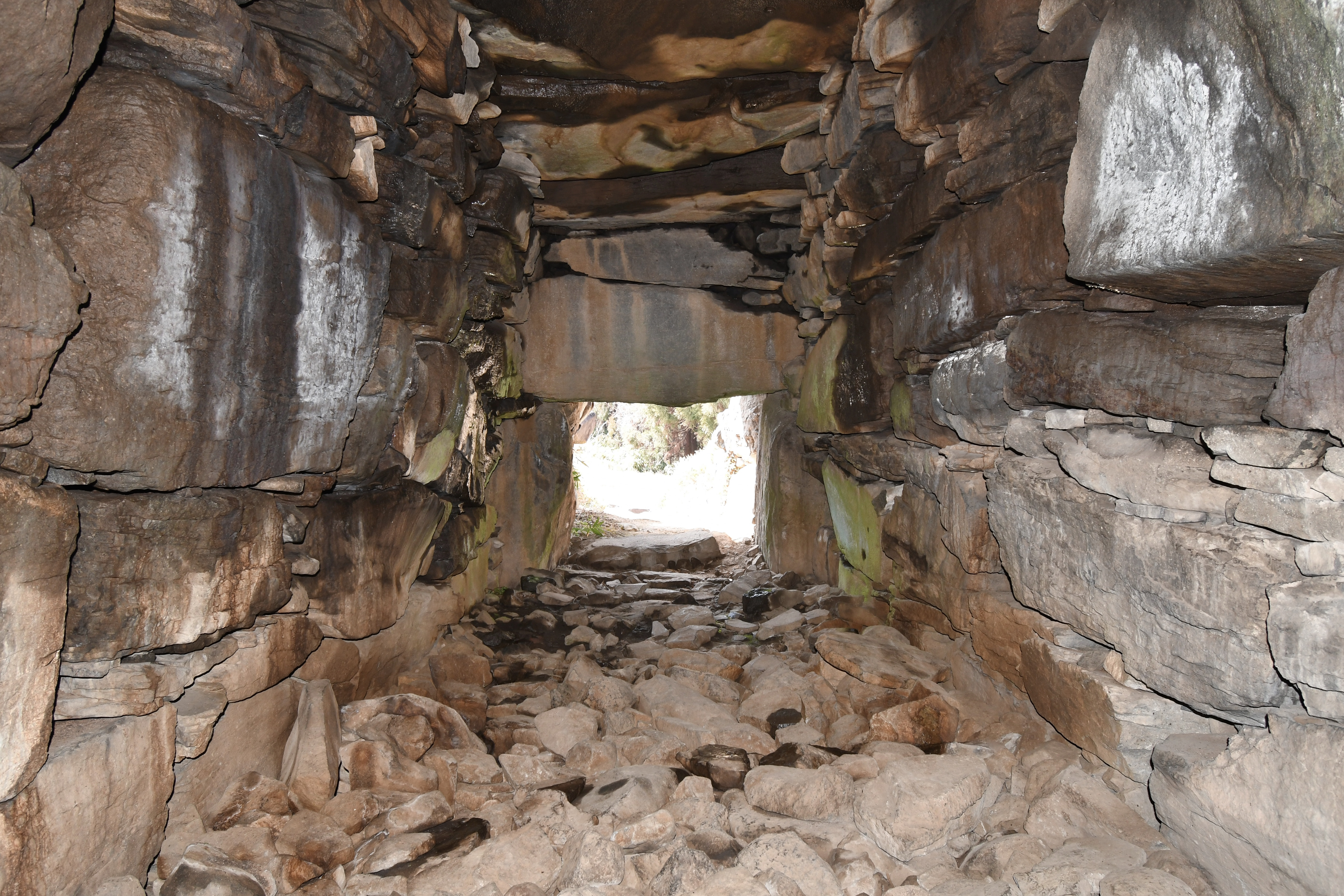
玄室（開口部方向）
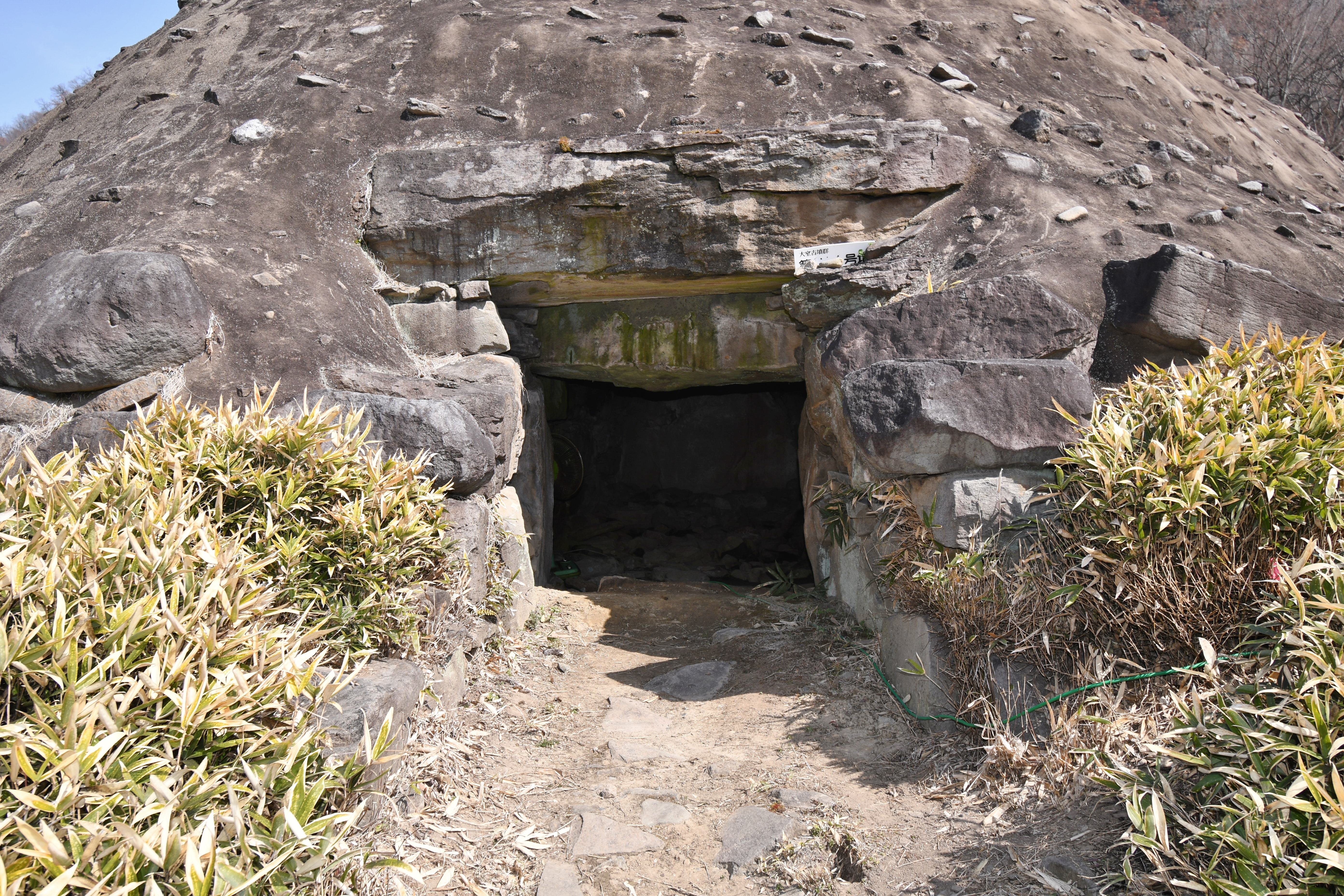
開口部
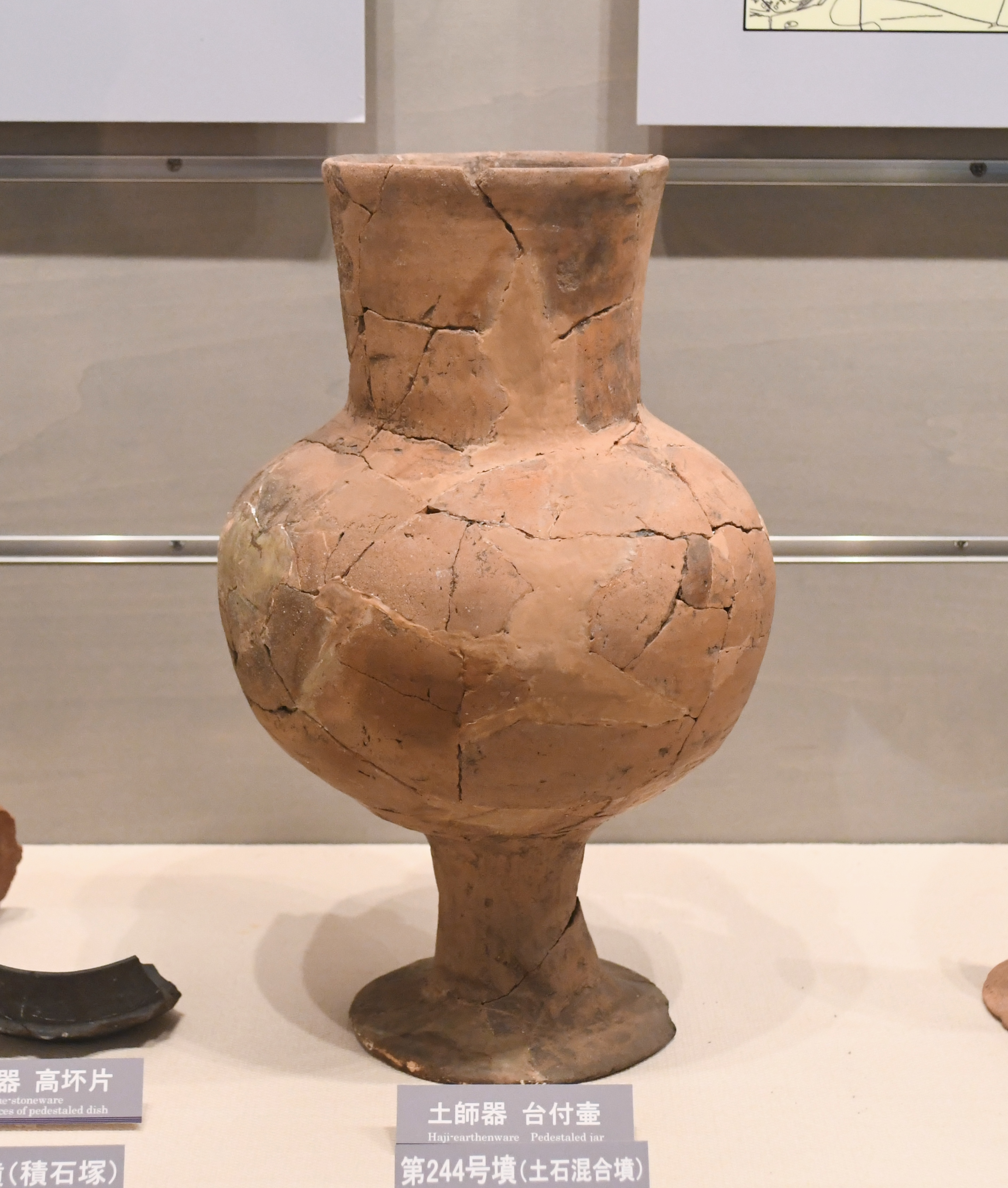
台付壺 明治大学博物館展示。

## 関連施設
- 明治大学博物館（東京都千代田区） - 大室244号墳の出土品を保管・展示。